# Marc-Émile Ruchet

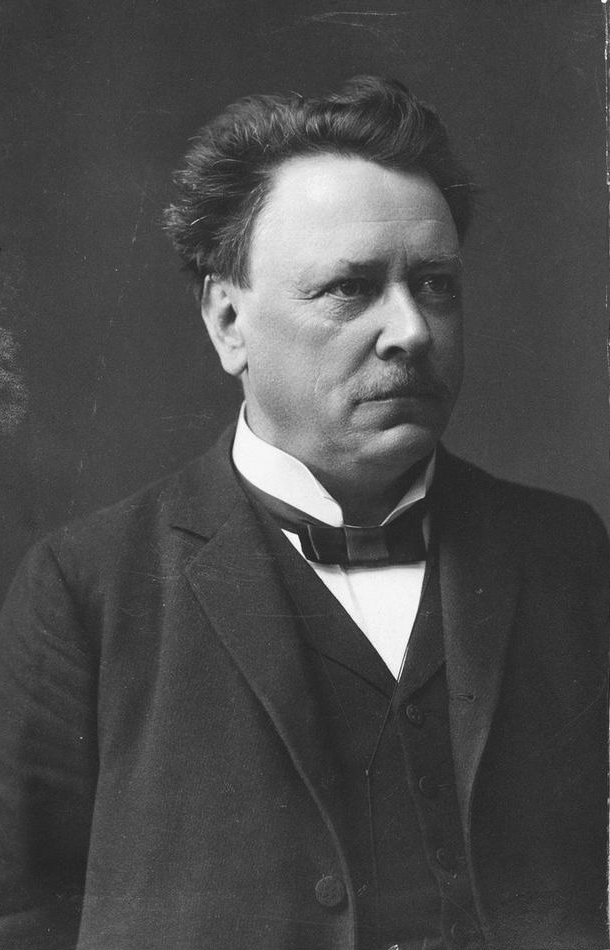

Marc-Emile Ruchet (Bex, 14 september 1853 – aldaar, 13 juli 1912) was een Zwitsers politicus.

## Biografie
Marc-Emile Ruchet behoorde tot de Vrijzinnige-Democratische Partij (FDP) en was afkomstig uit het kanton Vaud. Van 1 januari 1898 tot 31 december 1898 was Ruchet voorzitter van de Regeringsraad van Vaud.
Op 14 december 1899 werd Marc-Emile Ruchet in de Bondsraad gekozen. Op 9 juli 1912 trad hij terug. Hij overleed drie dagen later.
Marc-Emile Ruchet beheerde het Departement van Binnenlandse Zaken (1900-1903, 1906-1910, 1912), het Departement van Financiën en Douane (1904) en het Departement van Politieke Zaken (1905, 1911).
In 1904 en in 1910 was Ruchet vicepresident en in 1905 en in 1911 was hij bondspresident.